# Santuario Takao
Santuario Takao (高雄神社 Takao-jinja?) fue un santuario sintoísta levantado en 1912 en Kaohsiung, Taiwán, ciudad antiguamente llamada Takao. Estaba dedicado al príncipe imperial japonés Yoshihisa Kitashirakawa, a Ōmononushi no Mikoto y al emperador Sutoku. 

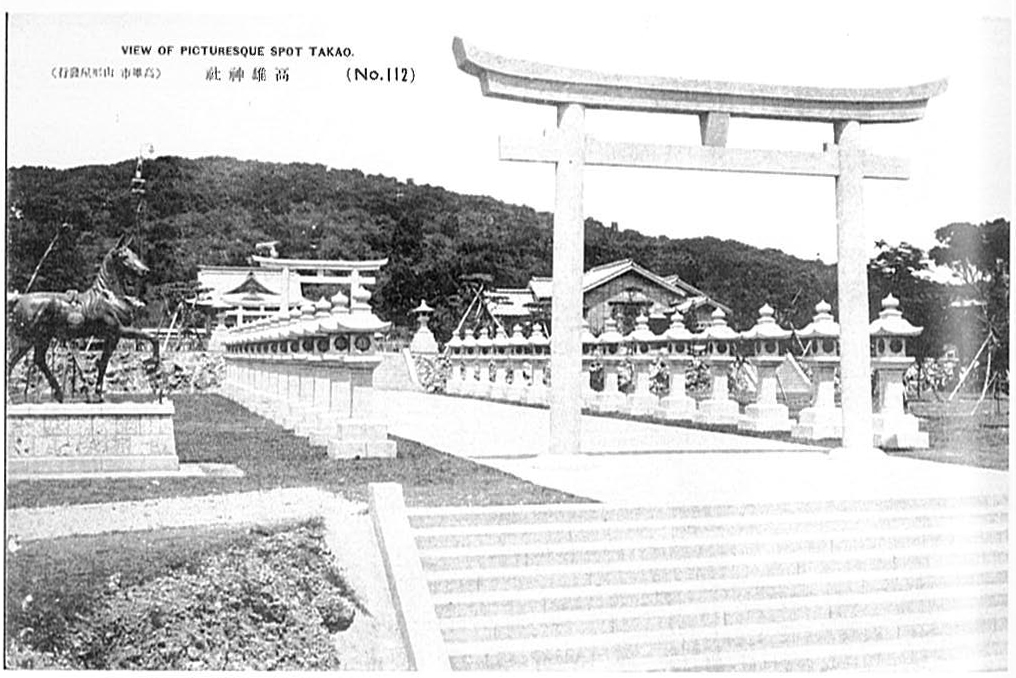

Se levantó en 1910, durante la ocupación japonesa de Taiwán, con el nombre de Takao Kotohira (打狗金刀比羅神社), después simplificado en Takao en 1920 y trasladado de su ubicación original en una colina en 1928, tras lo cual recibió la categoría de kensha (県社). En 1945 la República de China lo transformó en un santuario dedicado a los mártires de la ciudad (en chino: 高雄市忠烈祠 Gāoxióng shì zhōngliècí), lo que generó el derribo de la mayoría de las edificaciones japonesas en la década de 1970 para su reedificación como templo chino.